# Erstes Hoyerswerdaer Bildhauersymposium

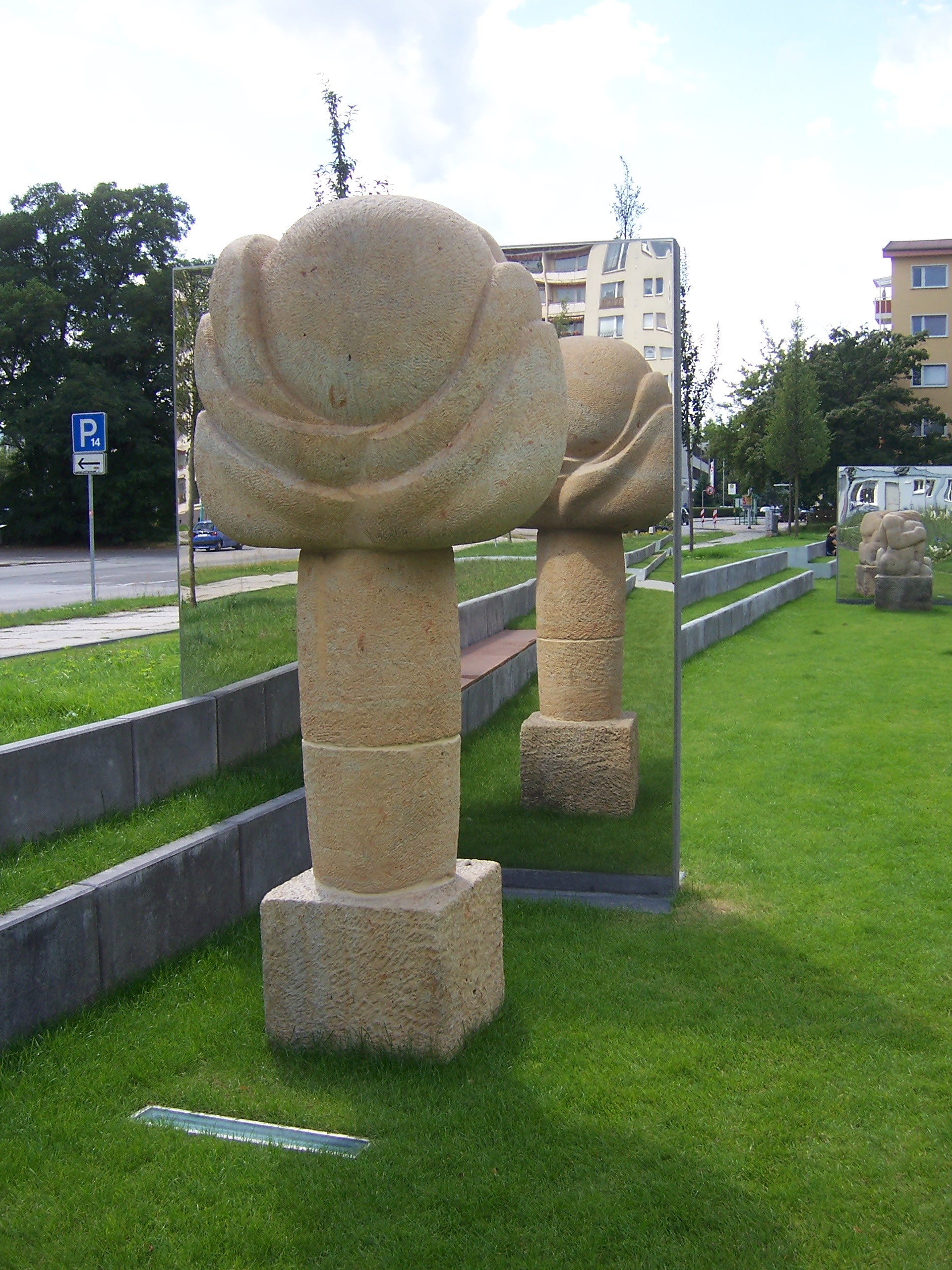
Aufbrechende Frucht; im Hintergrund Hockende

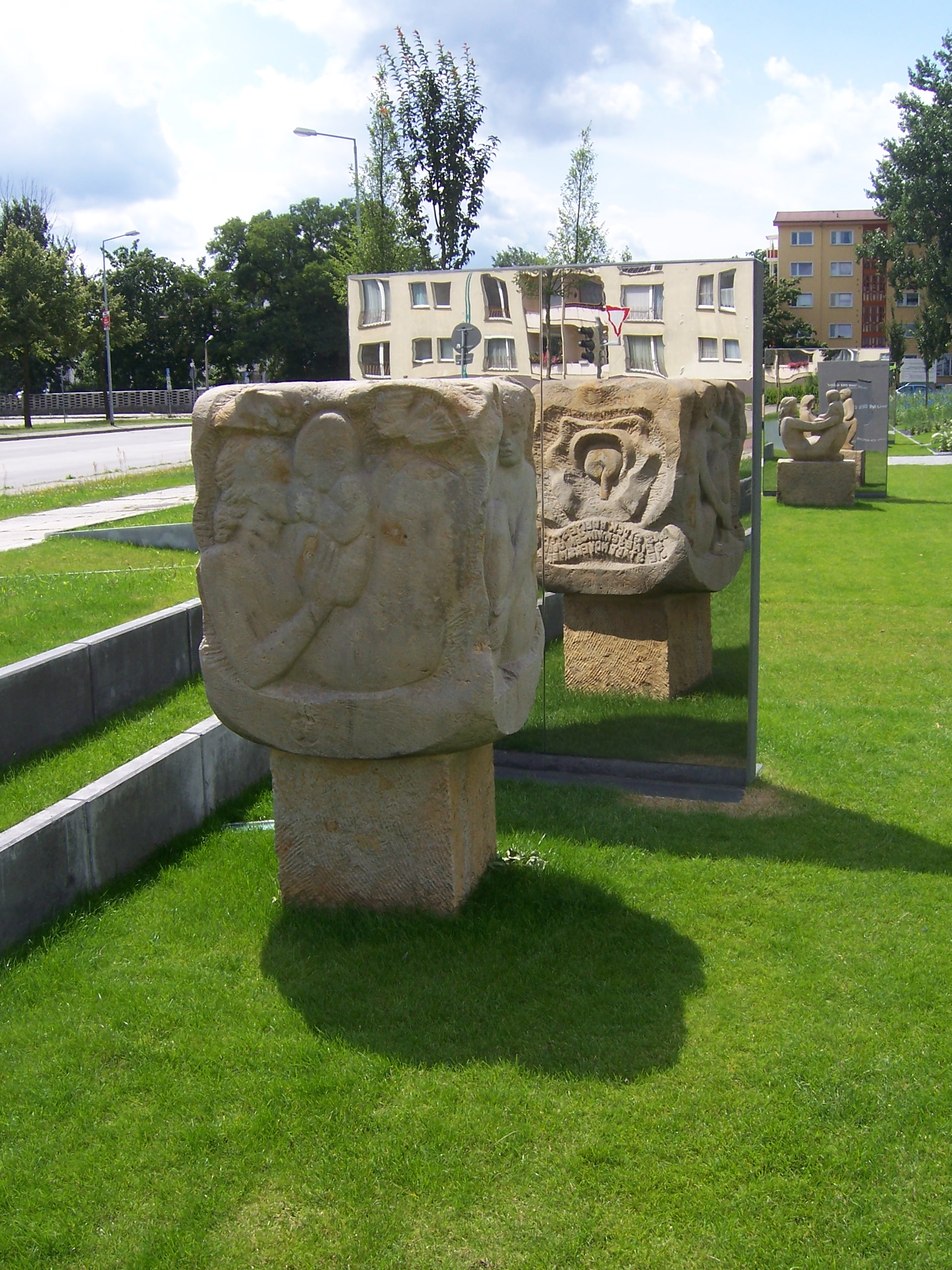
Baum des Glücks; im Hintergrund Mutter mit Kind

Das Erste Hoyerswerdaer Bildhauersymposium war ein von Jürgen von Woyski im Sommer 1975 veranstaltetes internationales Symposium von Künstlern aus der DDR und osteuropäischen Staaten. Das Treffen fand unter dem Titel „Friede, Glück und Freundschaft“ in Hoyerswerda statt.

## Geschichte
Die Idee zum Symposium hatte Jürgen von Woyski nach einer Reise in die Tschechoslowakei. Woyski schrieb später, dass er „die unterschiedlichen Handschriften von Künstlern“ auch in seiner Stadt „verwirklicht sehen“ wollte. Mitveranstalter des Symposiums war der Verband Bildender Künstler der DDR.
Das achtwöchige Symposium fand im Zoo Hoyerswerda neben dem Adlergehege statt. Gearbeitet wurde zum Großteil mit Reinhardtsdorfer Sandstein sowie mit Cottaer Sandstein. Die Plastiken sollten im Hof des Nahversorgungskomplexes an der Kühnichter Heide im Hoyerswerdaer Wohnkomplex IX aufgestellt werden. 
Dem Ersten Bildhauersymposium folgten in Zweijahresabständen acht weitere bis zum Jahr 1989.

## Teilnehmer und Werke
Neben von Woyski nahm Peter Kern ein Bildhauer aus Berlin teil. Internationale Künstler waren Alexander Ilečko aus dem slowakischen Teil der Tschechoslowakei, Zygfryd Korpalski aus Polen, Joszef Seregi aus Ungarn sowie der sowjetische Bildhauer Juri Grigorjewitsch Orechow.
Kern schuf die Skulptur Hockende, Ilecko Mutter mit Kind. Orechow gestaltete einen Baum des Glücks, Seregi eine sitzende Figur mit dem Titel Den Regen erwartend. Korpalski stellte die Evolution dar. Jürgen von Woyski fertigte eine Plastik mit dem Titel Aufbrechende Frucht. Die Gemeinschaftsarbeit der Künstler trägt den Namen Friede, Glück, Freundschaft, diese gab dem Symposium den Namen.
Im Jahr 2009 wurden die Plastiken vom Wohnkomplex IX in den Skulpturenpark in der Einsteinstraße in Hoyerswerda umgesetzt. Dazu entfernte Steinmetz Steffen Springer Algen, Schmutz und Graffiti von den Skulpturen.